# Elisabeth-Kopp-Eiche

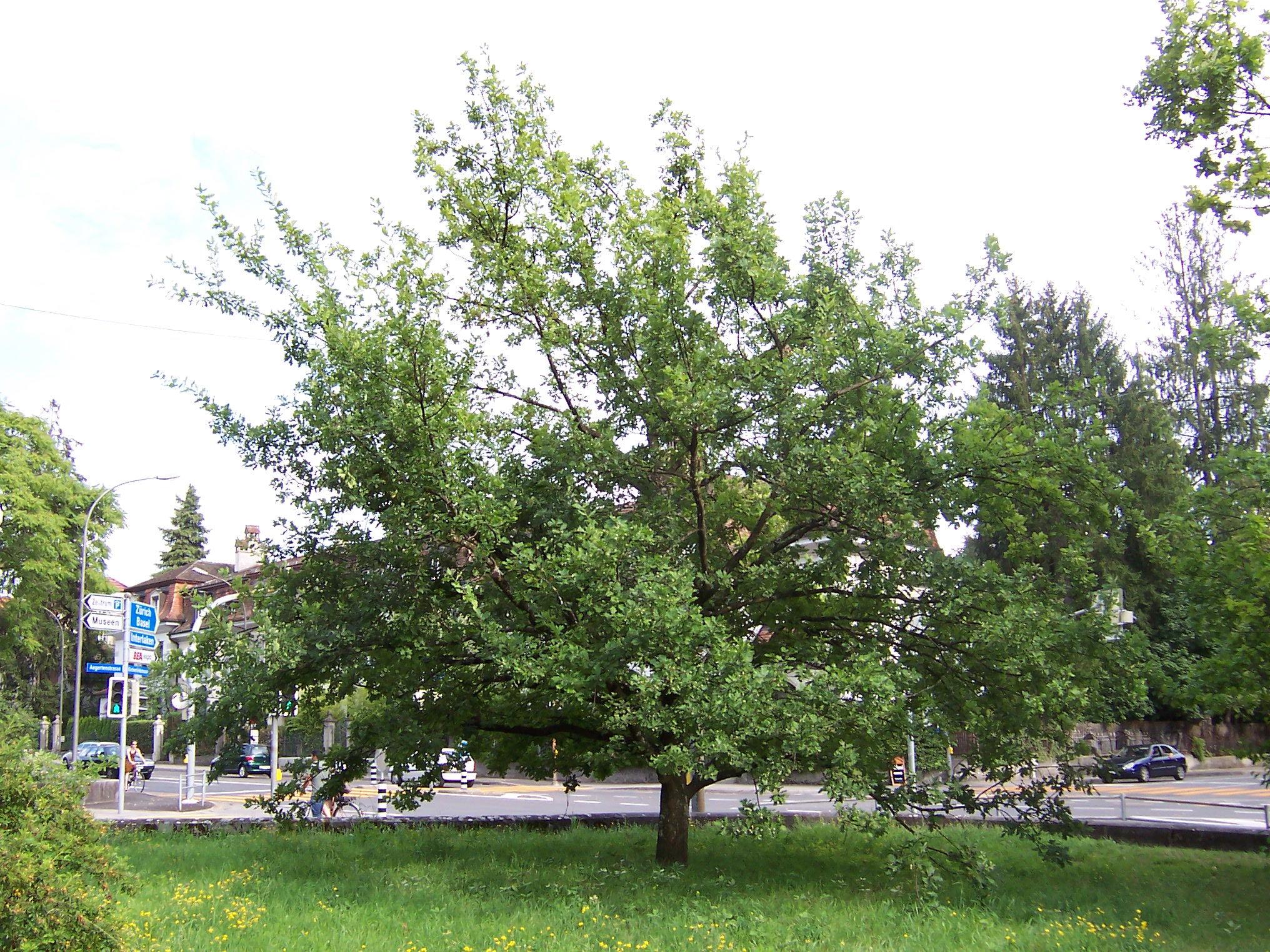
Die Elisabeth-Kopp-Eiche (2010)

Die Elisabeth-Kopp-Eiche ist ein Gedenkbaum in der Schweizer Bundesstadt Bern, der 1985 anlässlich der Wahl von Elisabeth Kopp (1936–2023) zur ersten Schweizer Bundesrätin gepflanzt wurde.

## Geschichte
Am 2. Oktober 1984 wurde mit Elisabeth Kopp zum ersten Mal in der Geschichte der Schweiz eine Frau in den Bundesrat gewählt. Der 1947 gegründete Schweizerische Verband der Berufs- und Geschäftsfrauen (BGF) schenkte ihr zu diesem Anlass eine 15-jährige, bereits über vier Meter hohe Eiche.
Der Baum wurde am 18. April 1985 im Beisein der Geehrten an seinem heutigen Standort gepflanzt. Als Sprecherin des BGF hielt Regula Streuli, die Präsidentin der Zürcher Sektion, eine erste Ansprache. Kopp bedankte sich und äusserte ihre Zuversicht für die Zukunft: «Einen Baum pflanzen heisst an die Zukunft glauben.» Sie vollführte auch den ersten Spatenstich. Anschliessend begab sich die Festgemeinde zu einem «Umtrunk» ins Hotel Bellevue Palace.
Die Berichterstattung zum Pflanzen der Eiche hatte in diversen Zeitungen einen sexistischen Unterton. Der Bund berichtete, Kopp habe den Baum mit «zarter Hand» und «einer neuen Frisur» gepflanzt. In den Neuen Zürcher Nachrichten wurde das «elegante Frühjahrstenü» der Bundesrätin hervorgehoben und ausserdem satirisch angemerkt: «So ganz passt eine Eiche zu Elisabeth Kopp nicht. Eine Birke oder Linde wäre da sicher besseres Symbol gewesen.»
In einem Interview von 2020 antwortete Kopp auf die Frage, ob sie nicht lieber ein «dauerhaftes Denkmal» erhalten hätte:

«Nein. Eichen sind solid, sie werden alt. Ich hoffe, dass in Bern gut zu ihr geschaut wird, ich kann mich ja nicht selbst darum kümmern. Zudem sehe ich den Baum wachsen und wohl gedeihen. Wer kann das schon von seinem Denkmal sagen?»

## Beschreibung

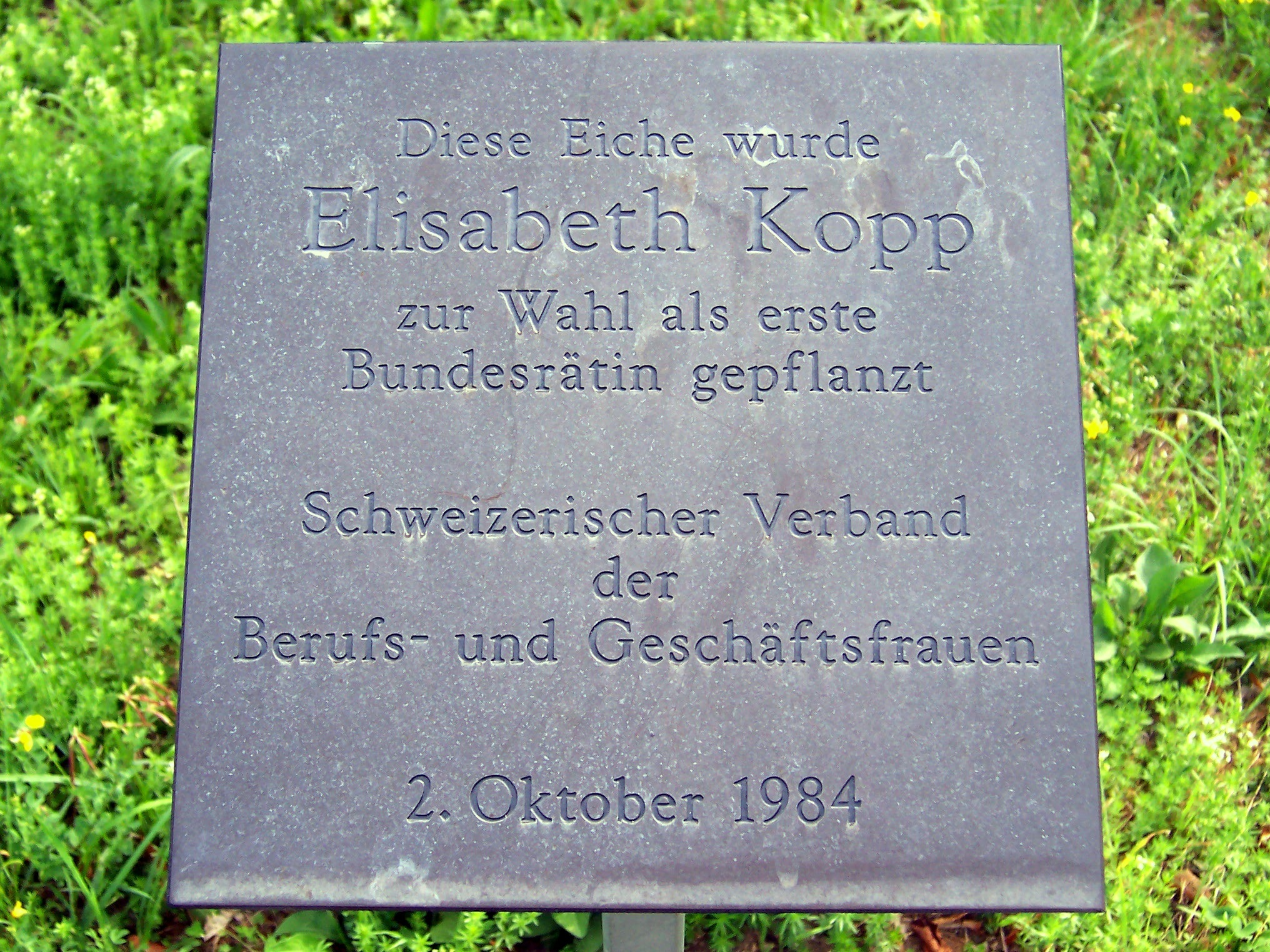
Gedenktafel neben der Eiche

Die Eiche steht im Naturgarten vor dem Schweizerischen Bundesarchiv, an der Kreuzung Kirchenfeldstrasse / Aegertenstrasse. Neben dem Baum ist eine Tafel mit folgender Inschrift angebracht:

«Diese Eiche wurde Elisabeth Kopp zur Wahl als erste Bundesrätin gepflanzt
Schweizerischer Verband der Berufs- und Geschäftsfrauen
2. Oktober 1984»